# تام مارینو
تام مارینو (به انگلیسی: Tom Marino) نمایندهٔ حوزه انتخابیه دهم پنسیلوانیا از حزب جمهوری‌خواه ایالات متحده آمریکا در مجلس نمایندگان ایالات متحده آمریکا است که برای نخستین‌بار در ۴۷ ژانویه ۲۰۱۱ میلادی به‌عضویت این مجلس درآمد.